# Lill-Furuholmen
Lill-Furuholmen is een Zweeds eiland behorend tot de Lule-archipel. Het eiland ligt in een baai ten zuidwesten van Kallax. Het eiland heeft geen oeververbinding maar wel enige bebouwing.